# Løgten
Løgten is een plaats in de Deense regio Midden-Jutland, gemeente Aarhus, en telt 5697 inwoners (2007) inclusief Skødstrup waarmee het inmiddels is vastgegroeid. Løgten is per trein verbonden met het centrum van Aarhus.